# Joseph Péters

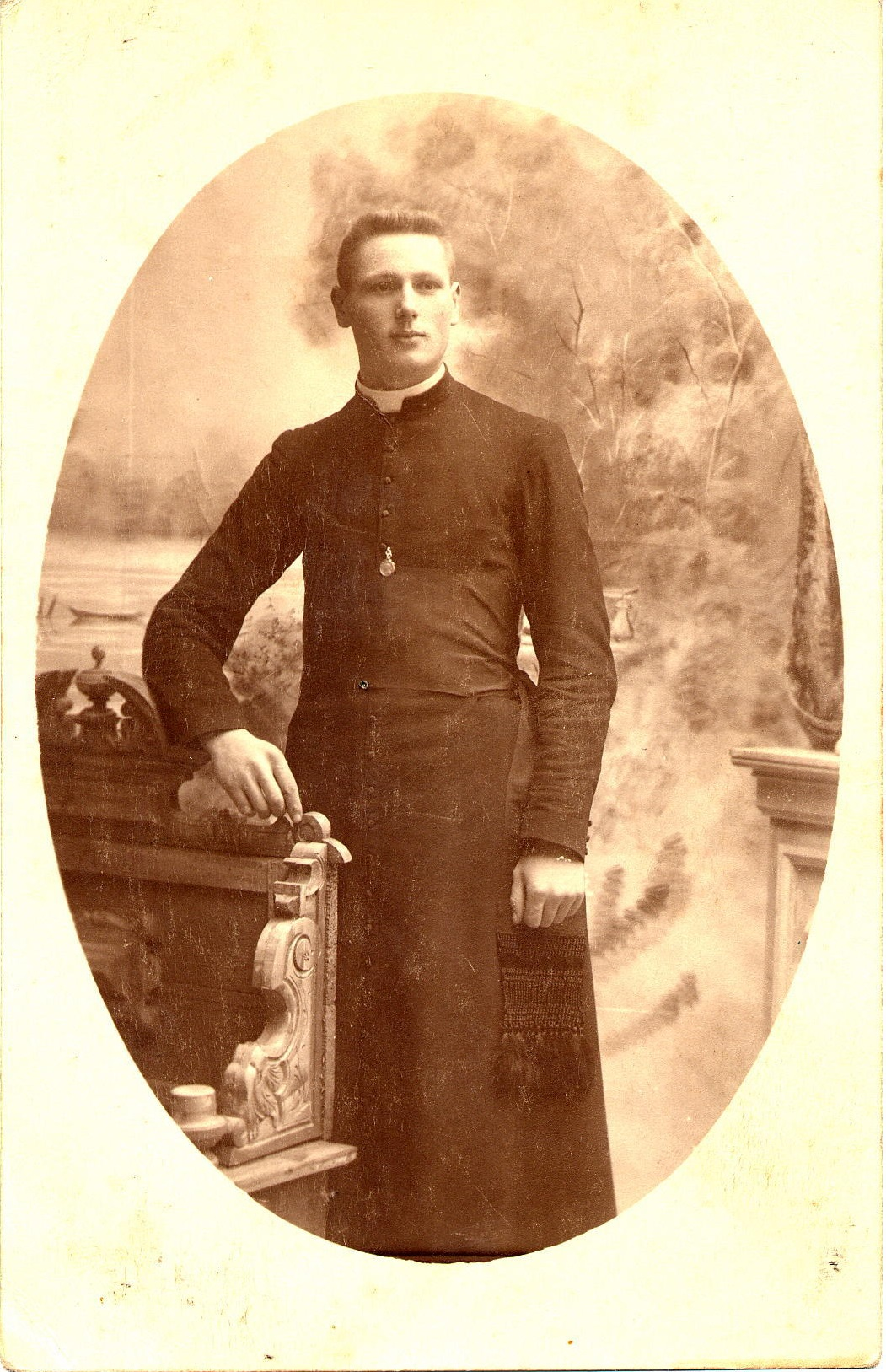
Joseph Péters

Joseph Péters (Verviers 12 juni 1894 - Berlijn 1 juli 1943) was een Belgische priester die tijdens de Tweede Wereldoorlog lid was van het verzet.

## Biografie
Péters studeerde theologie aan het kleinseminarie in Sint-Truiden en vervolgens aan het seminarie in Luik. Hij werd op 28 maart 1921 tot priester gewijd.
Péters werd leraar godsdienst in Malmedy en bleef op post toen de Oostkantons tijdens de Tweede Wereldoorlog werden geannexeerd bij Nazi-Duitsland. Hierdoor werd hij een Belg die in Duitsland werkte.
Hij waarschuwde jongeren voor het gevaar van het nazisme en hielp hen de verplichte dienstplicht bij de wehrmacht te ontlopen. Péters ging in tegen de nazi-propaganda, die hij verbood in de kerk. Hij verklaarde dat de kerk een plaats van God was, en dat Adolf Hitler er niets te zeggen had.
Dit ergerde de Kommandantur en hij werd op het matje geroepen. Hij werd vervolgens in het oog gehouden door de Gestapo. Toen een vijftienjarige de priester om raad vroeg, raadde Péters hem aan niet met de nazi's samen te werken. Enkele dagen later ontving de Kommandantur de klacht dat Péters een jongere zou hebben proberen te onttrekken van zijn militaire verplichtingen.
Op 1 oktober 1942, werd hij om zijn anti-nazitische verzet gearresteerd en opgesloten in de gevangenis van Aken. Hij werd op 1 juli 1943 geguillotineerd in de gevangenis van Plötzensee
Op 30 juni 2002 werd in Malmedy een monument onthuld ter ere van Péters in de Place du Parc, niet ver van de straat die zijn naam draagt.